# Zubry
Zubry – wieś w Polsce położona w województwie podlaskim, w powiecie białostockim, w gminie Gródek.
Wieś królewska położona była w końcu XVIII wieku w starostwie niegrodowym wołpieńskim w powiecie wołkowyskim województwa nowogródzkiego.
W latach 1921 – 1939 w województwie białostockim, w powiecie grodzieńskim, w gminie Hołynka.
W latach 1975–1998 miejscowość administracyjnie należała do województwa białostockiego.
Mieszkańcy wyznania prawosławnego należą do parafii św. Apostoła Jana Teologa w Mostowlanach, a wierni kościoła rzymskokatolickiego do parafii Przemienienia Pańskiego w Jałówce. W miejscowości znajduje się niewielki cmentarz prawosławny.